# 니카이도 스스무
니카이도 스스무(二階堂進, 1909년 10월 16일~2000년 2월 3일)는 일본의 정치인이다. 16선 중의원 의원을 지냈으며 과학기술청 장관, 홋카이도 개발청 장관, 내각관방장관, 자유민주당 총무회장·간사장·부총재를 역임했다.

## 생애
1909년 가고시마현 기모쓰키군 고야마초(현재 기모쓰키정) 출신으로 가마쿠라 시대부터 명가의 반열에 섰던 니카이도 가문에서 태어났다. 니카이도를 끝으로 그의 생가는 국가중요문화재로 지정되었다.
구제 가고시마현립 시부시중학교(지금의 가고시마현립 시부시고등학교)를 졸업했지만 성적이 좋지 않아 지망한 학교에 낙방했다. 1932년 미국에 건너가 서던캘리포니아 대학교 정치경제과를 졸업하고 동대학원 국제관계과에 진학했지만 너무 무리하여 결핵에 걸리고 말았다. 한순간 죽음도 각오했지만 당시로선 최신 기술이었던 폐의 일부를 절제하는 수술이 성공하였고 무사히 대학원을 졸업했다.
중일 전쟁을 계기로 미일 관계가 악화되자 일본과 미국 사이의 가교가 되고자 미국 각지를 돌아다니며 유세를 했다. 하지만 뜻을 이루지 못하고 다쓰타마루(龍田丸)를 타고 1941년 8월 일본에 귀국했다. 귀국 후에는 일본 외무성에서 근무했지만 공무원이 성미에 맞지 않아 관두고 1942년의 제21회 일본 중의원 의원 총선거에 출마했다. 하지만 대정익찬회의 추천을 받지 않고 입후보한 데다가 미일 간의 평화를 외치는 연설을 하면서 결국 낙선하게 된다.
종전 후인 1945년 12월 일본협동당 결성에 참여했다. 일본협동당은 이후 다른 정당들을 규합하여 협동민주당, 국민협동당 등으로 바뀌는데 이때 니카이도는 미키 다케오와 아는 사이가 된다. 이후 1946년 4월 제22회 일본 중의원 의원 총선거 당시 가고시마현에 일본협동당의 공천을 받아 출마하여 당선됐다. 1947년 제23회 일본 중의원 의원 총선거 때는 낙선했다가 1949년 제24회 일본 중의원 의원 총선거에서 재선에 성공, 하지만 1952년과 1953년의 두 차례 총선에서 연이어 낙방했다. 이후 1955년 제27회 일본 중의원 의원 총선거에서 3선에 성공한 뒤로 정계를 은퇴할 때까지 계속 의원직을 유지하게 된다.
1955년 보수합동의 과정에서 자민당에 합류했으며 요시다 학교 출신인 사토 에이사쿠의 측근으로 활약해 하시모토 도미사부로, 아이치 기이치, 호리 시게루, 마쓰노 라이조 등과 함께 사토파를 결성하게 된다. 이후 노동성 정무차관, 중의원 건설위원장·상공위원장 등을 역임했는데 상공위원장 시절 다나카 가쿠에이와 친분을 쌓았다. 훗날 니카이도는 "취미는 다나카 가쿠에이다."라고 말할 정도로 그에게 빠지게 된다. 1966년 제1차 사토 내각 (제3차 개조)에서 과학기술청 장관 겸 홋카이도 개발청 장관으로 처음 입각했다.
사토의 후임으로 다나카를 옹립하기 위한 지반을 굳히기 위해 1972년 사토파 내에서 다나카파 결성에 앞장섰다. 사토가 지지하는 후쿠다 다케오와의 경쟁에서 승리하고 제1차 다나카 가쿠에이 내각이 출범했을 때 염원하던 내각관방장관에 취임하여 정권을 지탱하는 역할을 맡았다. 이후 다나카, 오히라 마사요시 외무대신과 함께 방중하여 중일공동성명을 발표하여 중일국교정상화를 이끌어냈으며 그 뒤 자민당 간사장에 취임했다.
1976년 록히드 사건의 와중에 이른바 회색고관 중 한 명으로 니카이도의 이름이 오르내리자 공식 석상에서는 자취를 감추게 된다. 하지만 다나카파의 지배가 이어지면서 곧 복권했고 스즈키 젠코가 총재가 되자 1980년 총무회장이 되면서 다나카파의 회장이 되었다. 그리고 1981년에는 다시 간사장 자리에 올랐다. 1983년 다나카가 록히드 사건으로 실형을 선고받고 그해 총선에서 참패하자 책임을 지는 형태로 간사장직에서 물러났다. 이때 총재였던 나카소네 야스히로가 "다나카 씨의 정치적 영향력을 일절 배제한다."는 성명을 냈는데 사실 나카소네는 좀 더 완곡한 형태의 성명을 생각했지만 니카이도가 먼저 보다 더 강도 높은 성명의 필요성을 언급했다고 한다. 다만 해당 성명은 형식적인 것이었고 이는 다나카도 이해했다고 한다.
1984년 자민당 부총재에 취임했다. 당시 나카소네는 총재 재선을 앞두고 있었는데 여기에 반대하는 후쿠다, 스즈키와 당 최고 고문들, 그리고 공명당과 민사당까지 관여한 니카이도 옹립 구상이 일어나게 된다. 니카이도 본인도 정권에 대한 의욕을 보였지만 다나카가 찬성하지 않아 결국 단념했다.
니카이도 옹립 구상은 흐지부지 끝났지만 이후 당시 중의원 의장이던 후쿠나가 겐지가 병환으로 퇴임을 고민하자 나카소네와 가네마루 신 등이 니카이도를 중의원 의장으로 취임하길 권해왔다. 하지만 이번에도 다나카는 물론 측근인 고사카 도쿠사부로도 반대하여 니카이도는 이를 받아들이지 않았다. 다케시타 등이 창정회를 결성한 것에 충격을 받은 다나카가 뇌경색으로 쓰러지면서 정치 생명이 사실상 끝나자 다나카파의 주도권을 놓고 다케시타와 싸우게 된다. 한편 1986년 총선에서 승리한 나카소네가 총재 임기를 1년 연장시킨 뒤 다시 니카이도에게 의장직 취임을 타진하지만 니카이도는 다시 거부했다.
1987년 7월 다케시타가 정식으로 다나카파를 탈당해 다케시타파를 구성했지만 니카이도는 에사키 마스미, 야마시타 간리, 고사카 등과 함께 잔류했고 이때부터 다나카파는 니카이도파로 바뀌게 됐다. 니카이도는 스스로를 다나카파의 정통 후계자라고 자부했지만 나카소네 퇴임 이후 총재 선거에서 추천인 50명을 얻지 못해 입후보를 단념했다.
1989년 6월 당정 회담에서 각료 및 당직의 파벌 이탈 방침이 정해지면서 홋카이도·오키나와 개발청 장관으로 입각한 이노우에 기치오와 함께 니카이도파를 탈퇴했다. 후임 회장은 에사키가 되었다.
1990년 2월 다나카가 총선에 불출마하면서 다나카는 정계에서 은퇴했고 니카이도파 역시 소수 파벌로 전락하여 얼마 안 가 해산되었다. 니카이도는 1990년 봄 훈1등 욱일대수장을 받고 다음 해에는 유엔평화상을 받았다. 1996년 총선에 니카이도가 불출마하면서 정계에서 은퇴했다.
2000년 2월 3일 심부전으로 향년 90세로 사망했으며 훈1등 욱일동화대수장으로 승서됐다.

## 역대 선거 기록
|  | 0% |

|  | 0% |

|  | 11.4% |

|  | 20.9% |

|  | 10.1% |

|  | 12.8% |

|  | 12.2% |

|  | 25.7% |

|  | 24% |

|  | 27.8% |

|  | 24.89% |

|  | 29.92% |

|  | 30.35% |

|  | 28.49% |

|  | 23.08% |

|  | 30% |

|  | 28.36% |

|  | 35.46% |

|  | 40.46% |

|  | 26.18% |

## 참고 문헌
- 니카이도 스스무 (1986년 7월). 《己を尽して―私の履歴書》. 일본게이자이신문출판. ISBN 978-4532094171.
- 上城恒夫 (2006년 3월). 《二階堂進―清貧の政治家》 [니카이도 스스무-청빈한 정치인]. 高城書房. ISBN 978-4887770836.
- 바바 슈이치로 (1998년 2월). 《蘭は幽山にあり―元自民党副総裁 二階堂進聞書》. 西日本新聞社. ISBN 978-4816704598.

| 전임 아리타 기이치 | 제18·19대 원자력위원장 1966년 12월 3일~1967년 11월 25일 | 후임 나베시마 나오쓰구 |

| 전임 아리타 기이치 | 제18·19대 과학기술청 장관 1966년 12월 3일~1967년 11월 25일 | 후임 나베시마 나오쓰구 |

| 전임 마에오 시게사부로 | 제27·28대 홋카이도 개발청 장관 1966년 12월 3일~1967년 11월 25일 | 후임 기무라 다케오 |

| 전임 다케시타 노보루 | 제36·37대 내각관방장관 1972년 7월 7일~1974년 11월 11일 | 후임 다케시타 노보루 |